# 太爺蘇家古厝
22°54′36″N 120°13′34″E / 22.910053°N 120.226047°E

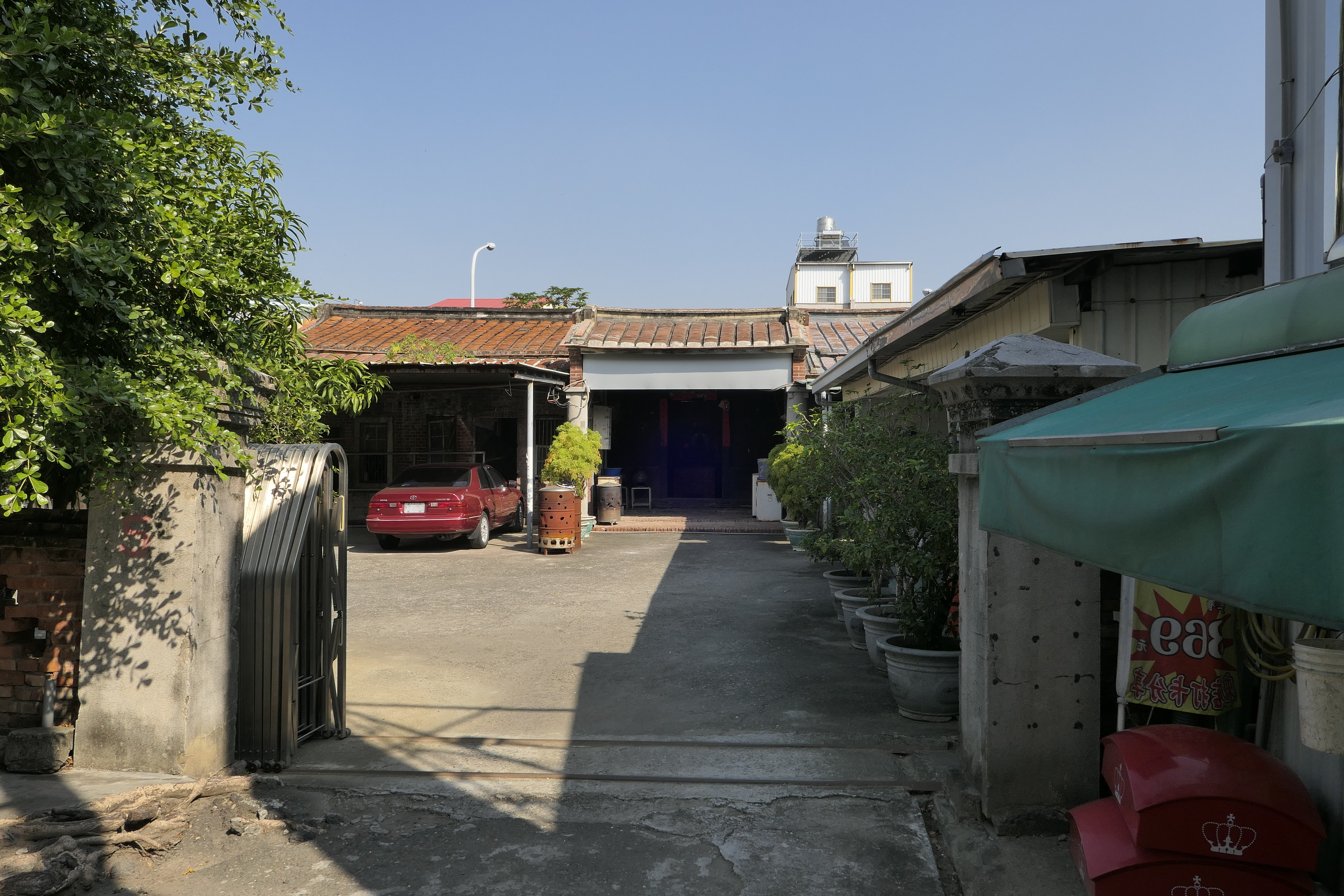
蘇家古厝

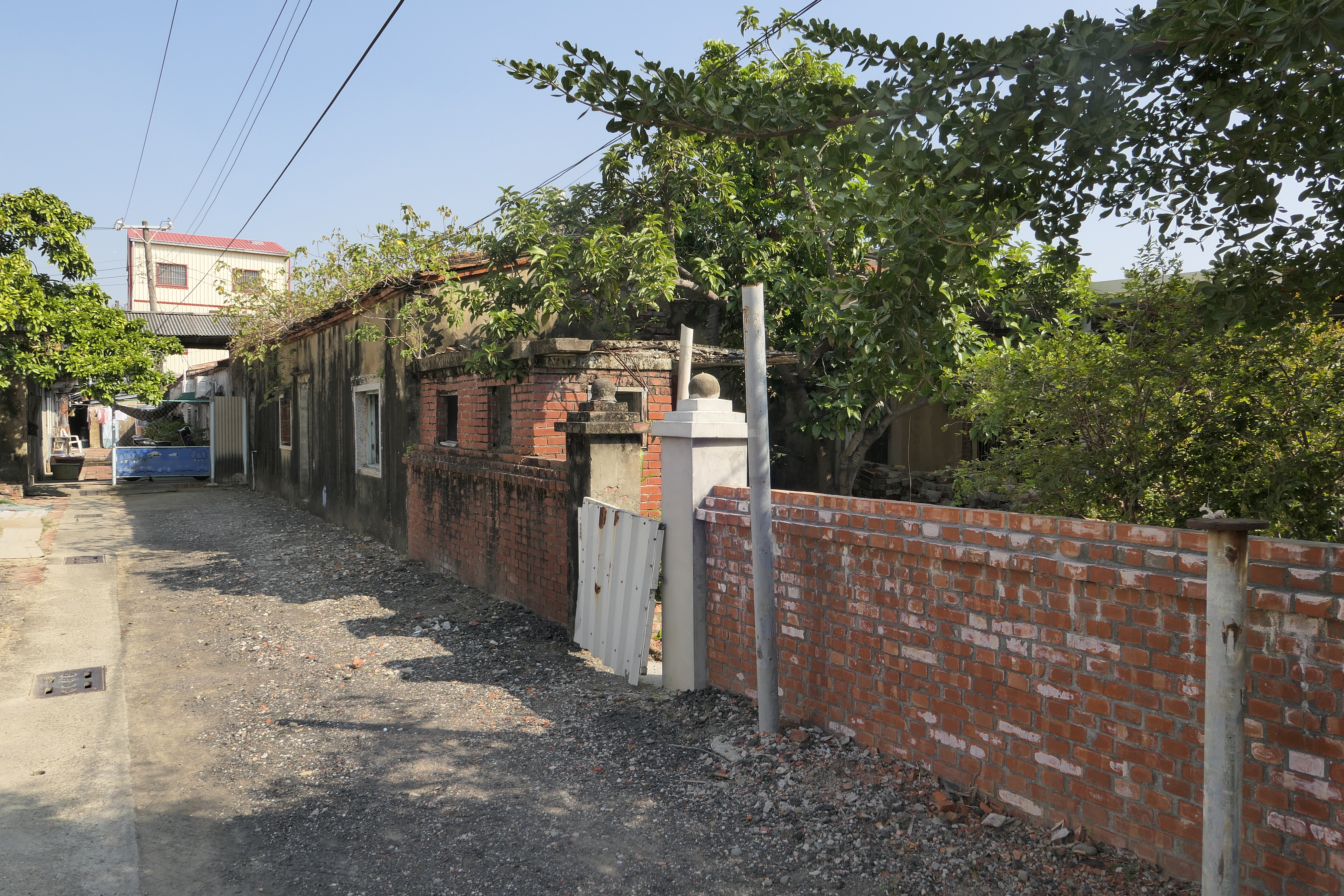
古厝側面

太爺蘇家古厝位於臺灣高雄市湖內區，是太爺蘇家的祖厝。因為古厝東護龍的門額有磁磚墨書「蘇應元家」，他人誤以為蘇應元所建造而稱為「應元大厝」。
該古厝經考證後，認為是巴克禮牧師等人與日軍將領乃木希典會面的場所，立有相關的解說牌。

## 沿革

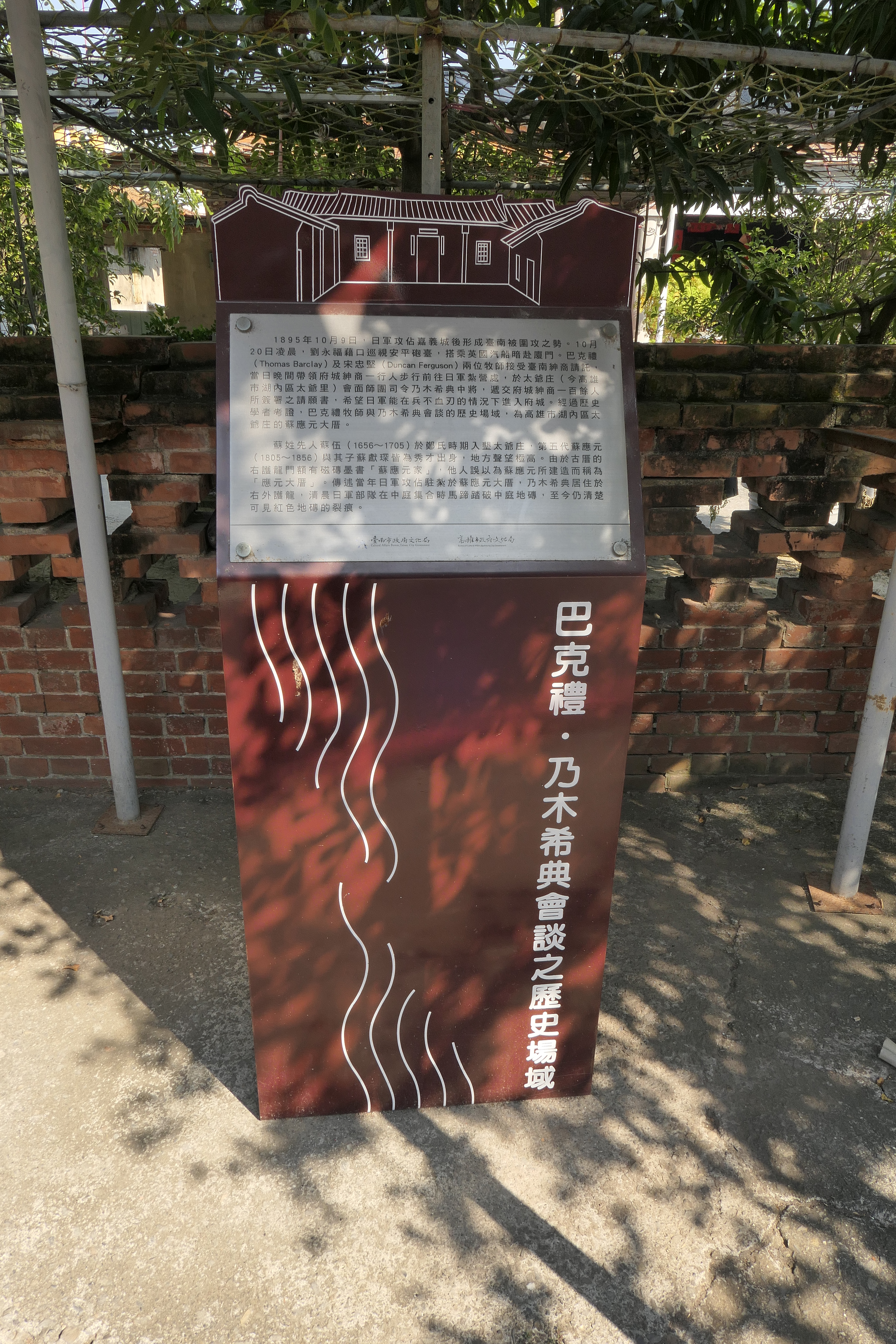
巴克禮與乃木希典會談歷史場域解說牌

蘇家古厝建於清道光三十年（1850年）以前，興建者為蘇足。而根據現存的契約文獻，蘇足在乾隆年間已開始向侄兒收購日後興建古厝的土地。另外根據前湖內鄉長蘇宗鄰的說法，古厝建於乾隆年間，歷經三年完成。蘇淑芬因而認為古厝建於乾隆四十三年（1778年）以後。
1895年乙未戰爭期間，據日方文獻記載蘇家子孫在10月20日與日軍發生衝突，10時30分民兵被擊潰，師團本隊在戰鬥結束後不久，進抵二層行溪，在大爺庄附近宿營並命前衛在二層行溪附近宿營。乃木希典據說當時住在蘇家古厝正廳左邊的小房間內。而後巴克禮牧師一行人在二層行（臺南市仁德區）與日軍接觸後，被帶到蘇家古厝與乃木希典會面，達成帶日軍和平進城的協議。而在日軍部隊進臺南城之後，師團司令部仍駐留在太爺，直到10月22日才離開進駐臺南城。
昭和十一年（1936年）3月8日，前嶋信次實地調查乃木希典停留的事蹟，當時由蘇明輝引導他進入古厝內查看。同時還有當過乃木希典雜役的「烏皮仔」之弟「老尾仔」向前嶋信次說明乃木希典宿營時的各種情形。

## 建築特色
蘇家古厝的格局為坐北朝南的兩落雙護龍，前、後落五開間、內護龍二開間、外護龍十三開間。佔地廣大，東西約40公尺，南北約100公尺。跟一般大宅第相比造型較為樸實，除門廳的木雕、檐口的泥塑，以及外護龍南側房木屏牆的彩繪外，裝飾程度較低。東側第二排護龍與果園已改建為樓房。依照傳統禮制，蘇足之兒子大房蘇達、四房蘇輝之後代皆住在東廂房及東護龍，西廂房及西護龍則住五房子孫蘇波之後代。二房三房子孫日後則搬到太爺隣近的公館居住。 
此外內埕相當寬廣，全鋪上紅磚，並闢有一口古井。據說據傳原本欲建成「大厝九包五，三落百二門」的格局，第二落本來打算要建「梳妝樓」，但是因為負責設計的匠師不幸過世而未能建成。此外還有別種說法，據蘇林麗華口述，當年蘇足要蓋屋子的第二進時，因為有賣菜賣肉的攤販進來找主人要討某房祖先欠的債，但攤販手上並無借據，表示只有口頭承諾。沒有借據下，主人硬是不還錢。攤販見人家有錢蓋新房卻不想還錢，又怨又急，就坐在地上嚎啕大哭賴著不走。這讓屋主認為觸霉頭，因此第二落就不敢蓋，改為在預定位置上挖井出泉來去霉運。另外據蘇家後代蘇承宇的說法，乃木希典住在蘇家古厝時，早晨會在中埕騎馬，若仔細觀察能依稀看到當年的馬蹄痕跡。
東護龍門上有磁磚墨書「蘇應元家」，西護龍則寫「蘇應宏家」，均為白底黑字。這些墨書均是蘇文治（湖內庄長）昭和七年（1932年）所寫，到臺南請人燒成磁磚而成，之所以刻意用白底黑字寫門聯是要破除的迷信。

## 其他
住在東護龍的蘇家後代早年多務農，西護龍則一方在在日治時期就有出過醫生、企業家。據蘇林麗華口述，有說法是當年建古厝時，土木師傅認為蘇家小氣不肯招待他們吃好料，而在東西護龍上面下符咒，等到完工時蘇家大開宴席款待師傅，並拿出許多雞胗讓他們帶回去。師傅們發現會錯意了，連忙要取下符咒，但只來得及取下西護龍的符咒，錯過了取下東護龍符咒的時機，導致日後西護龍子孫的發展與生活水準較好。